# Hasang Marsada
Hasang Marsada is een bestuurslaag in het regentschap Tapanuli Selatan van de provincie Noord-Sumatra, Indonesië. Hasang Marsada telt 282 inwoners (volkstelling 2010).